# エミエルタワー竹の塚
エミエルタワー竹の塚（エミエルタワーたけのつか）は、東京都足立区にある超高層ビル。

## 概要
低層住宅地が密集した竹ノ塚駅周辺で再開発構想が進行し、竹ノ塚駅西口南地区第一種市街地再開発事業によって超高層マンションを中心とする街づくりが行われた。3・4階は公共駐車場、1階は商業施設が入居する。竹ノ塚駅周辺では最も高い建築物となっている。

## 沿革
- 1984年（昭和59年）2月 - 竹ノ塚駅西口周辺地区再開発基本構想を策定[1]。
- 1994年（平成6年）4月 - 都市計画決定。
- 2002年（平成14年）6月 - 権利変換計画認可。
- 2002年（平成14年）9月 - 工事着工。
- 2005年（平成17年）3月 - 事業完了。